# Парламентские выборы в Южной Африке (1958)
Парламентские выборы в Южной Африке проходили 16 апреля 1958 года для избрания 163 депутатов Палаты собраний. Это был 12-й парламент Южно-Африканского Союза. В результате Национальная партия под руководством Йоханнеса Стрейдома одержала победу, получив 103 из 163 мест парламента. Впервые в выборах участвовали только белые избиратели после отмены системы Капского избирательного права в конце 1950-х годов, которая была заменена на 4 белых депутатов, избираемых цветными избирателями в отдельных округах. 
Лейбористская партия потерпела полное поражение, потеряв все 5 мест Палаты собраний. Количество голосов за неё снизилось с 35 тыс. в 1953 году до 2 670 голосов в 1958 году. В основном это было вызвано тем, что лидер партии Алекс Хеппл активно выступал против апартеида и сотрудничал с Африканским национальным конгрессом, что в то время не поддерживалось белыми рабочими, которые составляли основной партийный электорат лейбористов.

## Результаты
Количество зарегистрированных избирателей было 1 563 426. Было подано 1 162 576 голосов (из них 7 573 недействительных).
| Партия | Партия               | Места | %     | Голоса    | %     | Лидер                 |
|        | Национальная партия  | 103   | 66,03 | 642 006   | 55,34 | Йоханнес Стрейдом     |
|        | Объединённая партия  | 53    | 33,97 | 503 648   | 43,57 | сэр Де Вилльерс Грааф |
|        | Независимые          | -     | -     | 4 745     | 0,41  | -                     |
|        | Либеральная партия   | -     | -     | 2 934     | 0,25  | Маргарет Бэллинджер   |
|        | Лейбористская партия | -     | -     | 2 670     | 0,23  | Алекс Хеппел          |
|        | Всего                | 153   | 100   | 1 162 576 | 100   |                       |